# Limonia microlabis
Limonia microlabis är en tvåvingeart som först beskrevs av Edwards 1926.  Limonia microlabis ingår i släktet Limonia och familjen småharkrankar. Inga underarter finns listade i Catalogue of Life.